# Banners (zpěvák)
Michael Joseph Nelson, známý pod svým uměleckým jménem Banners, je anglický zpěvák, skladatel a hudebník původem z Liverpoolu. Své debutové album Where the Shadows Ends vydal v roce 2019.

## Kariéra
Nelson pochází z anglického Liverpoolu, v roce 2015 se ale přesunul do Toronta v kanadském Ontariu. Zde se v roce 2015 seznámil s hudebním producentem a skladatelem Stephenem Kozmeniukem, se ve stejném roce vydal svůj debutový single Ghosts, tehdy ještě pod pseudonymem Reines.
Roku 2016 podepsal smlouvu s vydavatelstvím Island Records, pod kterým ten stejný rok vydal EP Banners.
V roce 2017 vydal v rámci EP Empires on Fire single Someone to You, která se umístila na předních příčkách v několika žebříčcích a získala zlatá ocenění v Nizozemsku a Austrálii, a také platinové ocenění v USA.
Roku 2019 vydal debutovou desku Where the Shadows Ends.

## Diskografie

### Alba
| Název                  | Detaily alba                                                                                                |
| ---------------------- | --- |
| Where the Shadows Ends | - Vydáno: 4. října 2019 - Vydavatelství: HOME Music Company, Island Records - Formát: CD, digitální stažení |

### Extended Play
| Název                 | Detaily alby                                                                                                  | Nejvyšší umístění |
| Název                 | Detaily alby                                                                                                  | CAN               |
| --------------------- | --- | ----------------- |
| Banners               | - Vydáno: 15. ledna 2016 - Vydavatelství: Island Records - Formát: Digitální stažení                          | 67                |
| Empires on Fire       | - Vydáno: 3. listopadu 2017 - Vydavatelství: Island Records - Formát: Digitální stažení                       |                   |
| Always Yours          | - Vydáno: 1. května 2020 - Vydavatelství: Island Records, Universal Music - Formát: Digitální stažení, Stream |                   |
| Somebody to Someone   | - Vydáno: 3. srpna 2020 - Vydavatelství: FP, Universal Music - Formát: Digitální stažení, Stream              |                   |
| The Rise, The Fall    | - Vydáno: 5. srpna 2020 - Vydavatelství: FP, Universal Music - Formát: Digitální stažení, Stream              |                   |
| Starlight in the Room | - Vydáno: 7. srpna 2020 - Vydavatelství: FP, Universal Music - Formát: Digitální stažení, Stream              |                   |

### Singly
| Název                                                                 | Rok  | Nejvyšší umístění | Nejvyšší umístění | Nejvyšší umístění | Nejvyšší umístění | Nejvyšší umístění | Nejvyšší umístění | Nejvyšší umístění | Nejvyšší umístění | Nejvyšší umístění | Nejvyšší umístění | Ocenění                                       | Album                  |
| Název                                                                 | Rok  | UK                | AUS               | BEL (FL)          | BEl (WA)          | CAN               | GER               | IRE               | NLD               | US Bub.           | US Rock           | Ocenění                                       | Album                  |
| --------------------------------------------------------------------- | ---- | ----------------- | ----------------- | ----------------- | ----------------- | ----------------- | ----------------- | ----------------- | ----------------- | ----------------- | ----------------- | --------------------------------------------- | ---------------------- |
| Ghosts (jako Raines)                                                  | 2015 | —                 | —                 | —                 | —                 | —                 | —                 | —                 | —                 | —                 | —                 |                                               | Banners                |
| Shine a Light                                                         | 2015 | —                 | —                 | —                 | —                 | 71                | —                 | —                 | —                 | —                 | —                 |                                               | Banners                |
| Start a Riot                                                          | 2015 | —                 | —                 | —                 | —                 | 32                | —                 | —                 | —                 | —                 | 24                |                                               | Banners                |
| Half Light                                                            | 2016 | —                 | —                 | —                 | —                 | —                 | —                 | —                 | —                 | —                 | —                 |                                               | Single mimo album      |
| Into the Storm                                                        | 2016 | —                 | —                 | —                 | —                 | 16                | —                 | —                 | —                 | —                 | —                 |                                               | Empires on Fire        |
| Holy Ground                                                           | 2016 | —                 | —                 | —                 | —                 | —                 | —                 | —                 | —                 | —                 | —                 |                                               | Empires on Fire        |
| Someone to You                                                        | 2017 | 60                | 97                | 8                 | 11                | 60                | 100               | 41                | 16                | 18                | 11                | - ARIA: Zlaté - RIAA: Platinové - RMNZ: Zlaté | Empires on Fire        |
| FireFly                                                               | 2017 | —                 | —                 | —                 | —                 | —                 | —                 | —                 | —                 | —                 | —                 |                                               | Empires on Fire        |
| Let Go                                                                | 2018 | —                 | —                 | —                 | —                 | —                 | —                 | —                 | —                 | —                 | —                 |                                               | Single mimo album      |
| Got It in YOu                                                         | 2019 | —                 | —                 | —                 | —                 | —                 | —                 | —                 | —                 | —                 | —                 |                                               | Where the Shadows Ends |
| Where the Shadows End (spolu s Young Bombs)                           | 2019 | —                 | —                 | —                 | —                 | —                 | —                 | —                 | —                 | —                 | —                 |                                               | Where the Shadows Ends |
| Always Yours                                                          | 2020 | —                 | —                 | —                 | —                 | —                 | —                 | —                 | —                 | —                 | —                 |                                               | Always Yours           |
| Have Yourself a Merry Little Chrismas                                 | 2020 | —                 | —                 | —                 | —                 | —                 | —                 | —                 | —                 | —                 | —                 |                                               | Single mimo album      |
| If I Didn't Have You                                                  | 2021 | —                 | —                 | —                 | —                 | —                 | —                 | —                 | —                 | —                 | —                 |                                               | It's Gonna Be Ok       |
| Serenade                                                              | 2021 | —                 | —                 | —                 | —                 | —                 | —                 | —                 | —                 | —                 | —                 |                                               | It's Gonna Be Ok       |
| "—" značí, že se singl buď neumístil nebo na tomto území nebyl vydán. |      |                   |                   |                   |                   |                   |                   |                   |                   |                   |                   |                                               |                        |